# Normani x Calvin Harris
Normani x Calvin Harris es un sencillo de doble cara de la cantante americana Normani y el productor escocés Calvin Harris. Fue lanzado el 22 de octubre de 2018 y es clasificado como un EP según Uproxx, Complex y otros sitios y como un sencillo según iTunes. Contiene las canciones "Checklist" en colaboración con el cantante nigeriano WizKid y "Slow Down".

## Música
El EP contiene dos canciones: "Slow Down" y "Checklist" (esta última junto con WizKid). La primera tiene una producción con toques house en la cual Normani le implora a su amante a que le responda sus sentimientos. "Checklist" presenta un beat bailable con fuertes influencias Afrobeat y Dancehall. En ella, Normani entrega piropos rápidos y casi rapeados.
Complex notó que las dos canciones presentan una producción similar al del álbum Funk Wav Bounces, Vol. 1 de Harris, "aunque con un estilo más inspirado en el reggae".

## Promoción
La noticia de la colaboración fue revelada en junio de 2018. Normani dio un avance del proyecto en los Premios American Music del mismo año, diciendo que una canción estaba a punto de salir "en los próximos días". La cantante también publicó un clip en línea de ella escribiendo "Oct. 22" en un pedazo de cinta roja, antes de que una voz fuera de cámara le dijera que "suelte el lápiz".

## Lista de canciones
| N.º  | Título                   | Escritor(es)                                              | Duración |  |
| 1.   | «Checklist» (con WizKid) | Normani Hamilton, Brittany Talia Hazzard, Ayodeji Balogun | 2:49     |  |
| 2.   | «Slow Down»              | Hamilton, Adam Wiles, Jessica Reyez                       | 3:25     |  |
| 6:14 |                          |                                                           |          |  |